# Казанский район (Татарстан)
Казанский район (тат. Казан районы, Qazan rajonь, قازان رايونىٰ) — административно-территориальная единица Татарской АССР с 1927 по 1938 год.
Районный комитет ВКП(б) находился  в Казани по адресу: улица Свердлова, дом 40; райисполком находился на той же улице, в доме № 9.
Сам город в состав района не входил. Также из его состава был выведен и Зеленодольск. По состоянию на 1934 год оба этих города находились в непосредственном подчинении Центрального исполнительного комитета Татарской АССР.

## История
Образован путём выделения юго-западной части Арского кантона 10 апреля 1927 года как Воскресенский район с административным центром в г. Казань. 1 августа 1927 года был переименован в Казанский район. 
В состав района при его создании вошли все населённые пункты Воскресенской, Столбищенской и Ильинской волостей, пять населённых пунктов Калининской волости (Щербаково, Кадышево, Макаровка, Петропавловский, Семиозерная слобода) и четыре населённых пункта (Русско-Черемисские Ковали №2, Кунгурцево, Теплый Ключ, Кленовая Гора) Менделинской волости.
В 1927 году было проведено укрупнение сельсоветов:
- Степановский (вошёл в состав Сапугольского с/с);
- Орловский (селения Орёл, Сокол, Троицкий – в Тарлашинский с/с, селение Новый Свет – в Ковалинский с/с, Дергачиха – в Матюшинский с/с);
- Крутогорский (Крутогорка – в Ключинский с/с, Светлозёрка – в Ивановский с/с);
- Соловьёвский (→ Мало-Ключинский);
- Куземетьевский (→ Красно-Горский);
- Сафоновский, Одинцовский (→ Айшинский);
- Больше-Клыковский (→ Мало-Клыковский);
- с/х артель «Дружба» отнесена к Сухорецкому сельсовету;
- Кабачищенский (→ Чернопенский);
- хутор Воронино отнесён к Ремплерскому сельсовету.[6]

В 1930 году, когда районное деление было распространено на всю территорию ТАССР, в состав района вошла большая часть Калининской волости.
В январе 1932 года было проведено укрупнение сельсоветов; было упразднено 22 сельсовета:
- Акинский (вошёл в состав Киндерского с/с);
- Савиновский (→ Борисоглебский);
- Макаровский (→ Кадышевский);
- Мало-Дербышкинский (→ Больше-Дербышкинский, за исключением Троицкой Ноксы, отошедшей к Царицынскому с/с);
- Аракчинский (→ Красногорский);
- Займищенский (→ Красногорский);
- Ометьевский (→ Горкинский);
- Самосыровский (→ Константиновский);
- Вознесенский (→ Салмачинский);
- Чернопенский (Чернопенье – в Богородский с/с, Кабачищи – в Салмачинский с/с);
- Мало-Кабанский (→ Больше-Кабанский);
- Обуховский (→ Сокуровский);
- Кунтечский (→ Никольский);
- Сухорецкий (→ Караваевский);
- Больше-Отарский (→ Кукушкинский);
- Победиловский (→ Кукушкинский);
- Ново-Туринский (→ Осиновский);
- Ново-Николаевский (→ Осиновский);
- Бирюлинский (→ Чепчуговский);
- Давликеевский (→ Борисковский);
- Осоко-Ковалинский (→ Берново-Ковалинский);
- Шигалеевский (→ Берново-Ковалинский);

Кроме того несколько селений были переведены в другие сельсоветы: Ильинский (из Салмачинского в Куюковский), Вега (из Старо-Туринского в Каймарский), Степановка (из Сапуголинского в Чемерецкий), Пиголи (из Тарлашинского в Сапуголинский), и Гребени (из Русско-Марийско-Ковалинского в Берново-Ковалинский).
В июле 1932 года все селения Воскресенского сельсовета (Воскресенское, Новая Деревня, Поповка, Рабочий посёлок, часть Жировки, Калининский), территория сада «Аркадия» и Кукушкино одноимённого сельсовета включаются в состав Казани; оставшиеся селения этого сельсовета вошли в воссозданный Больше-Отарский сельсовет; в его же состав вошли и селения упразднённого тогда же Матюшинского сельсовета).
В июле 1933 года селения Аметьево, Бутырки, 1 Мая Горкинского сельсовета и Малые Отары Больше-Отарского сельсовета вошли в состав Казани; в декабре того же года были упразднены ещё пять сельсоветов: Горкинский с/с вошёл в состав Борисковского с/с, Кульсеитовский, Ильинский, Ивановский, Усадский вошли в состав Больше-Дербышкинского, Айшинского, Больше-Ключинского и Столбищенского сельсоветов соответственно; село Царицыно переименовано в Азино.
В феврале 1934 года селения Борисково и Горки Борисковского сельсовета были присоединены к Казани.
10 февраля 1935 года северо-восточная часть района в количестве 7 сельсоветов (Чепчуговский, Шапшинский, Калининский, Старо-Туринский, Каймарский, Высокогорский, Пермяковский) передана в состав новообразованного Высокогорского района.
Казанский район прекратил существование с 4 августа 1938 года:
- юго-восточная часть района вошла в состав новообразованного Столбищенского района,
- из западной части района образован Юдинский район (ныне Зеленодольский)[13].

## Население
| 1927   | 1931    | 1934    |
| ------ | ------- | ------- |
| 85 092 | ↘83 641 | ↘78 600 |

Национальный состав (1927): русские — 83220 чел. (97,8%), татары — 610 чел. (0,7%).

## Административное деление
По состоянию на 1930 год, район делился на 72 сельсовета (к 1932 году количество сельсоветов уменьшилось до 50) и 3 поселковых совета. Количество населённых пунтов — 166 (1927), 175 (1931), 186 (1934). По состоянию на 1936 год 3 сельсовета имели статус национальных: 2 чувашских (Ремплерский, Осоко-Ковалинский) и 1 марийский (Русско-Марийско-Ковалинский).

### Населённые пункты
| Сельсовет                     | Населённый пункт               | Население (1927) | Национальность   |
| ----------------------------- | ------------------------------ | ---------------- | ---------------- |
| Айшинский                     | Айша                           | 587              | русские          |
| Айшинский                     | Сафоново                       | 308              | русские          |
| Айшинский                     | Одинцово                       | 180              | русские          |
| Айшинский                     | Янга-Турмыш                    | 130              | татары           |
| Айшинский                     | Красный Яр                     | 14               | русские          |
| Айшинский                     | Успенский                      | 151              | русские          |
| Акинский                      | Аки                            | 838              | русские          |
| Арахчинский                   | Арахчино                       | 932              | русские          |
| Бело-Безводинский             | Бело-Безводное                 | 725              | русские          |
| Бело-Безводинский             | Малиновка                      | 52               | русские          |
| Бело-Безводинский             | местечко Раифа                 | 171              | русские          |
| Берново-Ковалинский           | Берновые Ковали                | 549              | русские          |
| Бирюлинский                   | Бирюли                         | 675              | русские          |
| Бирюлинский                   | Нижние Бирюли                  | 675              | русские          |
| Бирюлинский                   | Красный Сад                    | 675              | русские          |
| Богородский                   | Богородское                    | 1013             | русские          |
| Больше-Дербышкинский          | Большие Дербышки               | 895              | русские          |
| Больше-Кабанский              | Большие Кабаны                 | 1669             | русские          |
| Больше-Отарский               | Большие Отары                  | 638              | русские          |
| Борисковский                  | Борисково                      | 973              | русские          |
| Борисоглебский                | Борисоглебское                 | 928              | русские          |
| Васильевский поссовет         | Васильево                      | 1591             | русские          |
| Васильевский поссовет         | рабочий пос. Новый Мир         | 55               | русские          |
| Вознесенский                  | Вознесенское                   | 884              | русские          |
| Воскресенский                 | Воскресенское                  | 190              | русские          |
| Воскресенский                 | Поповка                        | 186              | русские          |
| Воскресенский                 | Рабочий посёлок                | 189              | русские          |
| Воскресенский                 | Калининский                    | 62               | русские, татары  |
| Высокогорский                 | Высокая Гора                   | 1227             | русские          |
| Гильдеевский                  | Гильдеево                      | 1040             | русские          |
| Гильдеевский                  | Камыш                          | 165              | русские          |
| Гильдеевский                  | колония Новая Деревня          | 19               | русские          |
| Горкинский                    | Горки                          | 936              | русские          |
| Горкинский                    | Бутырки                        | 172              | русские          |
| Девлекеевский                 | Девлекеево                     | 1256             | русские          |
| Девлекеевский                 | Петровский                     | 25               | русские          |
| Девлекеевский                 | хутор Монахов                  | ?                | русские          |
| Займищенский                  | Займище                        | 478              | русские          |
| Зелено-Дольский               | Зелёный Дол (Гари)             | 1306             | русские          |
| Зелено-Дольский поссовет      | Зелёный Дол                    | 3016             | русские, татары  |
| Зелено-Дольский поссовет      | Ново-Троицкий                  | 82               | русские          |
| Ивановский                    | Ивановское                     | 702              | русские          |
| Ивановский                    | Светлозёрка                    | 62               | русские          |
| Ивановский                    | хутор Коптино                  | 18               | русские          |
| Ильинский                     | Ильинское                      | 767              | русские          |
| Кадышевский                   | Кадышево                       | 939              | русские          |
| Кадышевский                   | Щербаково                      | 226              | русские          |
| Кадышевский                   | сельхозкоммуна Татпедтехникума | 20               | татары           |
| Каймарский                    | Каймары                        | 1592             | русские          |
| Калининский                   | Калинино                       | 562              | русские          |
| Калининский                   | Клетни                         | 617              | русские          |
| Калининский                   | Тимошкино                      | 290              | русские          |
| Калининский                   | Большие Ключи                  | 27               | русские          |
| Калининский                   | Мульма                         | 34               | татары           |
| Караваевский                  | Караваево                      | 1939             | русские          |
| Киндерский                    | Киндери                        | 884              | русские          |
| Клыковский                    | Малые Клыки                    | 656              | русские          |
| Клыковский                    | Большие Клыки                  | 525              | русские          |
| Ключинский                    | Ключи                          | 1310             | русские          |
| Ключинский                    | Крутогорка                     | 951              | русские          |
| Ключинский                    | Соловьёвка                     | 139              | русские          |
| Ключинский                    | Муравейник                     | 87               | русские          |
| Ковалинский                   | Ковали                         | 1486             | русские          |
| Ковалинский                   | хутор Воронцовка               | 7                | русские          |
| Кокушкинский                  | Кокушкино                      | 545              | русские          |
| Кокушкинский                  | Малые Отары                    | 156              | русские          |
| Константиновский              | Константиновка                 | 184              | русские          |
| Кощаковский                   | Кощаково                       | 439              | русские          |
| Кощаковский                   | Ново-Царёво I                  | 104              | русские          |
| Кощаковский                   | Ново-Царёво II                 | 249              | русские          |
| Кощаковский                   | Ново-Царёво III                | 47               | русские          |
| Кощаковский                   | Черниково                      | 176              | русские          |
| Красногорский                 | Красная Горка                  | 675              | русские          |
| Красногорский                 | Куземетьево                    | 550              | русские          |
| Кульсеитовский                | Кульсеитово                    | 798              | русские          |
| Кунтеченский                  | Кунтечи                        | 1405             | русские          |
| Кунтеченский                  | Читаки                         | 500              | русские          |
| Куюковский                    | Куюки                          | 1600             | русские          |
| Куюковский                    | хутор Куюковский               | 38               | русские          |
| Макаровский                   | Макаровка                      | 479              | русские          |
| Макаровский                   | Петропавловский                | 50               | русские          |
| Мало-Дербышкинский            | Малые Дербышки                 | 326              | русские          |
| Мало-Дербышкинский            | поселок Чингиз                 | 5                | татары           |
| Мало-Дербышкинский            | Троицкая Нокса                 | 98               | русские          |
| Мало-Кабанский                | Малые Кабаны                   | 940              | русские          |
| Мало-Кабанский                | Александровка                  | 200              | русские          |
| Мало-Ключинский               | Малые Ключи                    | 419              | русские          |
| Мало-Ключинский               | Маевка                         | 427              | русские          |
| Мало-Ключинский               | Кабачищи                       | 232              | русские          |
| Матюшинский                   | Матюшино                       | 401              | русские          |
| Матюшинский                   | Новый Свет                     | 17               | русские          |
| Матюшинский                   | хутор Дергачиха                | 13               | русские          |
| Николаевский                  | Николаевка                     | 258              | русские          |
| Николаевский                  | хутор Ремплер                  | 200              | чуваши           |
| Николаевский                  | хутор Воронино                 | 76               | чуваши           |
| Никольский                    | Никольское                     | 1827             | русские          |
| Новопольский                  | Новопольский                   | 67               | чуваши           |
| Новопольский                  | хутор Красницкий               | 79               | русские          |
| Новопольский                  | хутор Вознесенский             | 27               | русские          |
| Новопольский                  | хутор Раифский                 | 106              | русские          |
| Новопольский                  | Дубновка                       | 117              | русские          |
| Новопольский                  | Урняк                          | 27               | татары           |
| Новопольский                  | хутор Гаревский                | 23               | русские          |
| Новопольский                  | хутор Ульяновский              | 14               | русские          |
| Новопольский                  | хутор Грузинский               | 70               | русские          |
| Новопольский                  | Ново-Чувашский                 | 122              | русские          |
| Новопольский                  | хутор Глазыринский             | 29               | русские          |
| Ново-Туринский                | Новая Тура                     | 1053             | русские          |
| Ново-Туринский                | Казанский                      | 24               | русские          |
| Обуховский                    | Обухово                        | 347              | русские          |
| Ометьевский                   | Ометьево                       | 537              | русские          |
| Осиновский                    | Осиново                        | 1193             | русские          |
| Осиновский                    | Берёзовка                      | 45               | русские          |
| Осоко-Ковалинский             | Осоко-Ковали                   | 576              | русские          |
| Пермяковский                  | Пермяки                        | 1206             | русские          |
| Пермяковский                  | Мелиновка                      | 1206             | русские          |
| Пермяковский                  | Пановка                        | 866              | русские          |
| Пермяковский                  | Естачи                         | 216              | русские          |
| Пермяковский                  | Угрюмовка                      | 211              | русские          |
| Пермяковский                  | Покрытый Луч                   | 33               | русские          |
| Пермяковский                  | Владимировка                   | 28               | русские          |
| Пермяковский                  | хутор Угрюмовка                | 121              | чуваши, русские  |
| Пермяковский                  | Естачинское селекционное поле  | 26               | русские          |
| Победиловский                 | Победилово                     | 349              | русские          |
| Победиловский                 | Ново-Победилово                | 83               | русские          |
| Русско-Черемисско-Ковалинский | Русско-Черемисские-Ковали      | 885              | русские, марийцы |
| Савиновский                   | Савиново                       | 656              | русские          |
| Сакуровский                   | Сакуры                         | 1299             | русские          |
| Саламыковский                 | Саламыково                     | 369              | русские          |
| Салмачинский                  | Салмачи                        | 1608             | русские          |
| Самосыровский                 | Самосырово                     | 781              | русские          |
| Сапугольский                  | Сапуголи                       | 1019             | русские          |
| Сапугольский                  | Степановка                     | 304              | русские          |
| Семиозёрно-Слободской         | Семиозёрная слобода            | 868              | русские          |
| Семиозёрно-Слободской         | артель Дружба                  | 120              | русские          |
| Старо-Туринский               | Старая Тура                    | 646              | русские          |
| Старо-Туринский               | Шушары                         | 261              | русские          |
| Старо-Туринский               | Веге                           | 73               | русские          |
| Старо-Туринский               | Надеждино                      | 93               | русские          |
| Старо-Туринский               | коммуна им. Чернышевского      | 23               | русские          |
| Столбищенский                 | Столбищи                       | 1751             | русские          |
| Сухорецкий                    | Сухая Река                     | 1868             | русские          |
| Тарлашинский                  | Тарлаши                        | 2398             | русские          |
| Усадский                      | Усады                          | 1112             | русские          |
| Усадский                      | выселок Архангельский          | 113              | русские          |
| Царицынский                   | Царицыно                       | 1206             | русские          |
| Царицынский                   | хутор Золотой Борок            | 10               | русские          |
| Чебаксинский                  | Чебакса                        | 1577             | русские          |
| Чепчуговский                  | Чепчуги                        | 1745             | русские          |
| Чепчуговский                  | Заря                           | 1745             | русские          |
| Чепчуговский                  | хутор Юнусово                  | 1745             | русские          |
| Чепчуговский                  | хутор Бирсаково                | 1745             | русские          |
| Чернопеньский                 | Чернопенье                     | 631              | русские          |
| Чернопеньский                 | Кабачищи                       | 401              | русские          |
| Чимерецкий                    | Чимерцы                        | 518              | русские          |
| Чимерецкий                    | Травкино                       | 255              | русские          |
| Шапшинский                    | Шапши                          | 688              | русские          |
| Шапшинский                    | Сидорова Пустошь               | 406              | русские          |
| Шапшинский                    | Петровка-Белянка               | 155              | русские          |
| Шапшинский                    | хутор Шапшинский               | 16               | русские          |
| Шигалинский                   | Шигали                         | 279              | русские          |
| Шигалинский                   | Кунгурцево                     | 153              | русские, чуваши  |
| Шигалинский                   | хутор Тёплый Ключ              | 101              | русские          |
| Шигалинский                   | хутор Кленовая Гора            | 91               | русские          |
| Юдинский поссовет             | Юдино                          | 1407             | русские          |

## Образование, культура и здравоохранение
На 1931-1932 гг. в Казанском районе имелись 6 детских садов, 63 детплощадки, 101 школа I ступени, 1 школа ФЗУ (железнодорожная в Юдино), 1 школа колхозного ученичества (Чебакса), 4 клуба, 28 красных уголков, 5 библиотек, 20 изб-читален, 4 аптеки и 4 фельдшерских пункта.

## Экономика
Из крупных предприятий на территории района находились: судостроительный завод «Красный Металлист», лесопильный завод «Заря», лесопильно-фанерный завод «Красный Октябрь», Поволжский фанерный завод №3 (ст. Зелёный Дол), стекольный завод «Победа Труда», лесопильный завод им. 10-й годовщины Февральской революции (Васильево), кирпичный завод Татпромсоюза (Новое Аракчино), деревообрабатывающая артель «Оборона страны» (Ключи), валяльная фабрика «Февральская революция» (Каймары), крахмально-паточный завод (Борисково). В районе Новой Стройки и местности «Дальние Сербулаки» имелись залежи торфа..

## Руководители
1. Шеметов, Герасим Михайлович (март 1927 – ноябрь 1928, годы жизни: 1898-1937)
2. Гудошников, Иван Петрович (ноябрь 1928 – май 1930, ?-?)
3. Клочков, Никита Николаевич(май 1930 – декабрь 1930, ?-?)
4. Шитов, Александр Никифорович (январь 1931 – сентябрь 1932, ?-?)
5. Косушкин, Александр Андреевич (сентябрь 1932 – февраль 1933, 1902-?)
6. Шеметов, Герасим Михайлович (май 1933 – сентябрь 1933, годы жизни: 1898-1937)
7. Майский (ноябрь 1933 – декабрь 1933)
8. Макаров, Наум Антонович (январь 1934 – декабрь 1935, 1901-после 1940)
9. Уханов, Александр Семенович (декабрь 1935 – апрель 1937, 1901-после 1937)
10. Ганюшин, Василий Федорович (май 1937, 1899-после 1943)
11. Ильин, Андрей Иванович (июнь 1937 – октябрь 1937, 1901-1937)
12. Галямутдинов (ноябрь 1937 – февраль 1938)
13. Зарубина, Анна Васильевна (февраль 1938 – май 1938, ?-?)
14. Черзор, Прокопий Петрович (июнь 1938 – июль 1938, 1899-1976)
15. Салихов, Баерхан Алимович (август 1938 – сентябрь 1938, ?-?)